# Mike Weber
Michael "Mike" Weber, född 16 december 1987 i Pittsburgh, Pennsylvania, är en amerikansk professionell ishockeyspelare som spelar för Frölunda HC i SHL. Han har tidigare spelat på NHL-nivå för Buffalo Sabres och på lägre nivåer för Rochester Americans och Portland Pirates i AHL, Lørenskog IK i GET-ligaen och Windsor Spitfires och Barrie Colts i OHL.
Weber valdes av Buffalo Sabres som 57:e spelare totalt i 2006 års NHL-draft.

## Statistik
| 2002–2003  | Pittsburgh Jr. Penguins | EmJHL      | 28  | 4  | 11 | 15 | 109 | 3  | 0 | 0 | 0 | 20 |
| 2003–2004  | Windsor Spitfires       | OHL        | 65  | 0  | 2  | 2  | 49  | —  | — | — | — | —  |
| 2004–2005  | Windsor Spitfires       | OHL        | 68  | 2  | 6  | 8  | 132 | 11 | 0 | 1 | 1 | 18 |
| 2005–2006  | Windsor Spitfires       | OHL        | 68  | 5  | 21 | 26 | 181 | 7  | 0 | 0 | 0 | 12 |
| 2006–2007  | Windsor Spitfires       | OHL        | 30  | 3  | 16 | 19 | 86  | —  | — | — | — | —  |
|            | Barrie Colts            | OHL        | 30  | 3  | 12 | 15 | 86  | 7  | 0 | 6 | 6 | 10 |
| 2007–2008  | Buffalo Sabres          | NHL        | 16  | 0  | 3  | 3  | 14  | —  | — | — | — | —  |
|            | Rochester Americans     | AHL        | 59  | 1  | 13 | 14 | 178 | —  | — | — | — | —  |
| 2008–2009  | Buffalo Sabres          | NHL        | 7   | 0  | 0  | 0  | 19  | —  | — | — | — | —  |
|            | Portland Pirates        | AHL        | 42  | 1  | 7  | 8  | 94  | —  | — | — | — | —  |
| 2009–2010  | Portland Pirates        | AHL        | 80  | 5  | 16 | 21 | 153 | 4  | 1 | 0 | 1 | 14 |
| 2010–2011  | Buffalo Sabres          | NHL        | 58  | 4  | 13 | 17 | 69  | 7  | 0 | 1 | 1 | 6  |
| 2011–2012  | Buffalo Sabres          | NHL        | 51  | 1  | 4  | 5  | 64  | —  | — | — | — | —  |
| 2012–2013  | Buffalo Sabres          | NHL        | 42  | 1  | 6  | 7  | 70  | —  | — | — | — | —  |
|            | Lørenskog IK            | GET        | 5   | 1  | 5  | 6  | 10  | —  | — | — | — | —  |
| 2013–2014  | Buffalo Sabres          | NHL        | 68  | 1  | 8  | 9  | 73  | —  | — | — | — | —  |
| 2014–2015  | Buffalo Sabres          | NHL        | 64  | 1  | 6  | 7  | 68  | —  | — | — | — | —  |
| 2015–2016  | Buffalo Sabres          | NHL        | 35  | 1  | 4  | 5  | 32  | —  | — | — | — | —  |
| NHL totalt | NHL totalt              | NHL totalt | 341 | 9  | 44 | 53 | 409 | 7  | 0 | 1 | 1 | 6  |
| AHL totalt | AHL totalt              | AHL totalt | 181 | 7  | 36 | 43 | 425 | 4  | 1 | 0 | 1 | 14 |
| GET totalt | GET totalt              | GET totalt | 5   | 1  | 5  | 6  | 10  | —  | — | — | — | —  |
| OHL totalt | OHL totalt              | OHL totalt | 261 | 13 | 57 | 70 | 534 | 25 | 0 | 7 | 7 | 40 |